# Wilfred Hudson Osgood
Wilfred Hudson Osgood (8 dicembre 1875 – 20 giugno 1947) è stato un naturalista e biologo statunitense.

## Opere
- "Revision of pocket mice of the genus Perognathus" (1900)
- "Revision of mice of American genus Peromyscus" (1909)
- "Biological investigations Alaska and Yukon" (1909)
- "Fur Seals of Pribilof Islands" (1915) con altri autori
- "Monographic study of Cændlestes" (1921)
- "Mammals of Asiatic Expeditions" (1932)
- "Artist and naturalist in Ethiopia" New York (1936) con altri autori
- "Mammals of Chile" (1943)